# Gaiman (departement)
Gaiman is een departement in de Argentijnse provincie Chubut. Het departement (Spaans:  departamento) heeft een oppervlakte van 11.076 km² en telt 9.612 inwoners.

## Plaatsen in departement Gaiman
- Bryn Gwyn
- Dolavon
- Gaiman
- Las Chapas
- Veintiocho de Julio
- Villa Dique Florentino Ameghino